# Xestia pyrrhothrix
Xestia pyrrhothrix là một loài bướm đêm trong họ Noctuidae.